# Lille Grubben
Lille Grubben är en sjö i Tidaholms kommun i Västergötland och ingår i Motala ströms huvudavrinningsområde.